# Rhipha mathildae
Rhipha mathildae är en fjärilsart som beskrevs av Köhler 1926. Rhipha mathildae ingår i släktet Rhipha och familjen björnspinnare. Inga underarter finns listade.